# Delfino Pescara 1936 2011-2012
Questa voce raccoglie le informazioni riguardanti il Delfino Pescara 1936 nelle competizioni ufficiali della stagione 2011-2012.

## Stagione

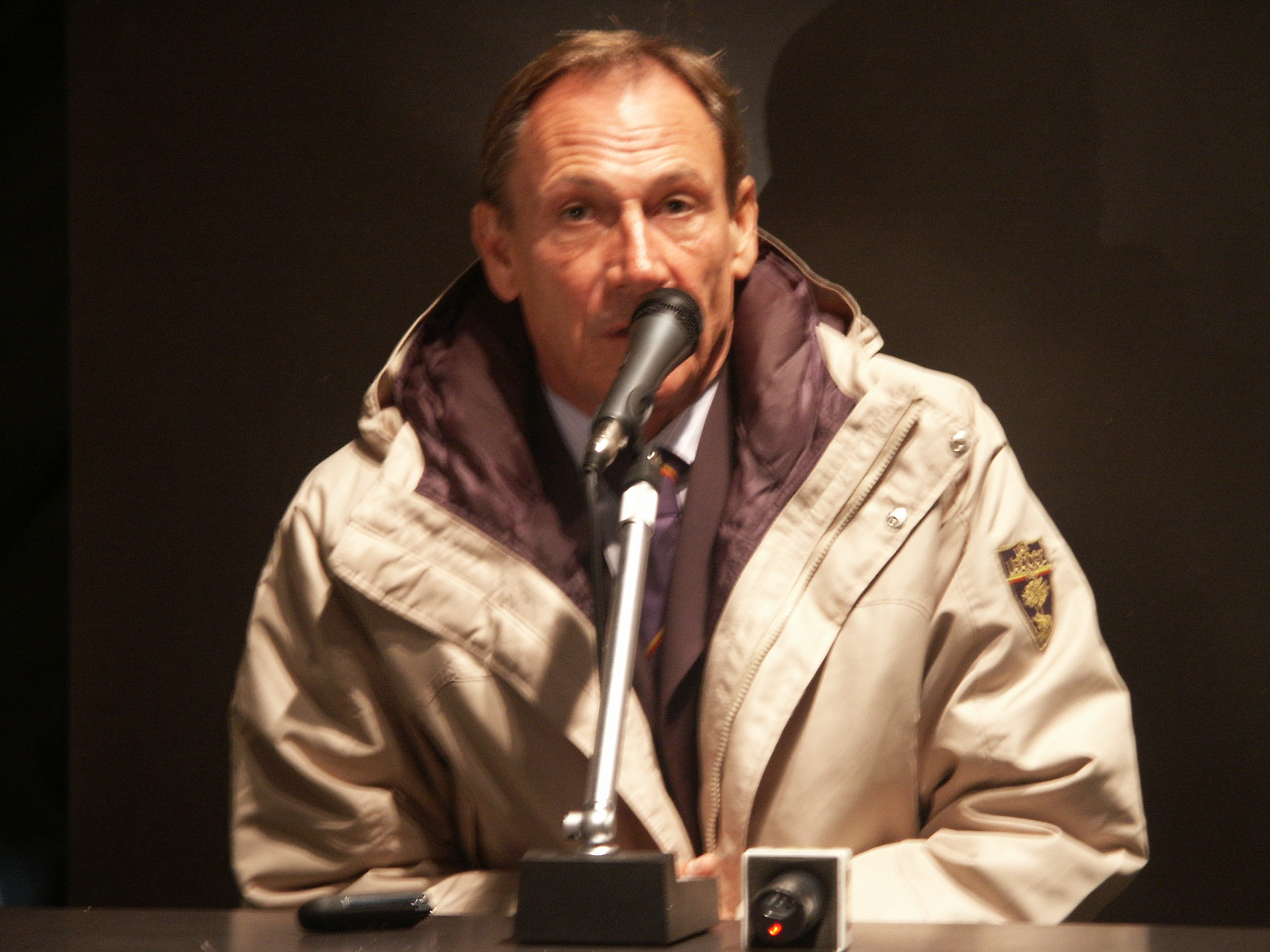
Zdeněk Zeman: l'ex tecnico del riporta il Pescara in Serie A dopo diciannove anni.

Il 21 giugno 2011, viene annunciato l'ingaggio di Zdeněk Zeman in luogo di Eusebio Di Francesco (il quale si trasferisce al Lecce). Vengono acquistati diversi giovani tra i quali spiccano Lorenzo Insigne, Ciro Immobile e Carlo Pinsoglio.
Il Pescara vince il Campionato di Serie B 2011-12 con 83 punti, facendo registrare il miglior attacco del torneo (90 gol segnati, 28 dei quali dal capocannoniere Immobile): la matematica promozione giunge al penultimo turno, con la vittoria sul campo della Sampdoria che riporta gli abruzzesi in massima serie dopo diciannove stagioni.

## Rosa
| N. |                    | Ruolo | Calciatore                 |
| -- | ------------------ | ----- | -------------------------- |
| 1  | Italia (bandiera)  | P     | Carlo Pinsoglio            |
| 1  | Italia (bandiera)  | P     | Riccardo Ragni             |
| 2  | Italia (bandiera)  | D     | Damiano Zanon              |
| 3  | Italia (bandiera)  | D     | Filippo Petterini          |
| 4  | Italia (bandiera)  | C     | Emmanuel Cascione          |
| 5  | Italia (bandiera)  | D     | Marco Capuano              |
| 6  | Italia (bandiera)  | D     | Simone Romagnoli           |
| 7  | Italia (bandiera)  | C     | Danilo Soddimo             |
| 8  | Brasile (bandiera) | C     | Rômulo Togni               |
| 9  | Italia (bandiera)  | A     | Marco Sansovini (capitano) |
| 10 | Italia (bandiera)  | C     | Marco Verratti             |
| 11 | Italia (bandiera)  | A     | Lorenzo Insigne            |
| 13 | Italia (bandiera)  | D     | Riccardo Brosco            |
| 14 | Italia (bandiera)  | D     | Antonio Balzano            |
| 15 | Italia (bandiera)  | D     | Antonio Bocchetti          |
| 16 | Italia (bandiera)  | D     | Bruno Martella             |

| N. |                           | Ruolo | Calciatore          |
| -- | ------------------------- | ----- | ------------------- |
| 16 | Italia (bandiera)         | A     | Gianluca Caprari    |
| 17 | Italia (bandiera)         | A     | Ciro Immobile       |
| 18 | Italia (bandiera)         | C     | Gianluca Nicco      |
| 19 | Italia (bandiera)         | A     | Riccardo Maniero    |
| 20 | Italia (bandiera)         | C     | Andrea Gessa        |
| 21 | Italia (bandiera)         | A     | Stefano Giacomelli  |
| 22 | Italia (bandiera)         | P     | Luca Anania         |
| 23 | Costa d'Avorio (bandiera) | C     | Moussa Koné         |
| 24 | Italia (bandiera)         | D     | Marco Martin        |
| 25 | Italia (bandiera)         | C     | Angelo Corsi        |
| 26 | Danimarca (bandiera)      | C     | Matti Lund Nielsen  |
| 27 | Canada (bandiera)         | P     | Nicholas La Monaca  |
| 28 | Italia (bandiera)         | D     | Marco Perrotta      |
| 33 | Italia (bandiera)         | D     | Loris Bacchetti     |
| 36 | Italia (bandiera)         | P     | Andrea Cappa        |
| 57 | Italia (bandiera)         | P     | Francesco Cattenari |

## Risultati

### Serie B

#### Girone di andata
| Arbitro: | Tozzi (Ostia Lido) |

|                |           |                                    |
| Ceccarelli 88’ | Marcatori | 12’ Immobile 60’ (aut.) Ceccarelli |

| Arbitro: | Gallione (Alessandria) |

|                                       |           |                      |
| Immobile 10’ (rig.), 19’ Cascione 85’ | Marcatori | 36’ Tavano 56’ Buscè |

| Arbitro: | Viti (Campobasso) |

|                                         |           |                          |
| Greco 36’ De Vitis 69’ Dalla Bona 90+1’ | Marcatori | 13’ Immobile 57’ Insigne |

| Arbitro: | Ciampi (Roma) |

|                   |           |  |
| Sansovini 8’, 58’ | Marcatori |  |

| Arbitro: | Pinzani (Empoli) |

|                                                       |           |                          |
| Missiroli 2’, 62’ Campagnacci 42’ Ceravolo 84’ (rig.) | Marcatori | 71’ Cascione 82’ Maniero |

| Arbitro: | Velotto (Grosseto) |

|                                                   |           |                               |
| Danilevičius 38’ Scozzarella 50’ Erpen 90’ (rig.) | Marcatori | 26’ Togni 72’ (rig.) Immobile |

| Arbitro: | Baratta (Salerno) |

|                                                                       |           |                                             |
| Bergamelli 7’ (aut.) Sansovini 27’ Insigne 43’ Gessa 44’ Immobile 50’ | Marcatori | 68’ Cristiano 83’ (rig.) Cocco 87’ Girasole |

| Arbitro: | Ostinelli (Como) |

|           |           |                    |
| Marchi 1’ | Marcatori | 83’ (aut.) Masucci |

| Arbitro: | Merchiori (Ferrara) |

|               |           |  |
| Sansovini 56’ | Marcatori |  |

| Arbitro: | Nasca (Bari) |

|  |           |                                 |
|  | Marcatori | 38’, 45+3’ Immobile 63’ Insigne |

| Arbitro: | Tozzi (Ostia Lido) |

|                                       |           |               |
| Sansovini 26’, 35’, 54’ Insigne 90+3’ | Marcatori | 74’ Tamburini |

| Arbitro: | Baracani (Firenze) |

|  |           |                  |
|  | Marcatori | 18’, 66’ Insigne |

| Arbitro: | Tommasi (Bassano del Grappa) |

|                             |           |             |
| Sansovini 20’, 71’ Koné 68’ | Marcatori | 28’ De Luca |

| Arbitro: | Cervellera (Taranto) |

|                              |           |              |
| Paulinho 24’, 37’ Barone 59’ | Marcatori | 21’ Cascione |

| Arbitro: | Massa (Imperia) |

|             |           |                |
| Insigne 61’ | Marcatori | 90+2’ Trevisan |

| Arbitro: | Gallione (Alessandria) |

|                          |           |                      |
| Balzano 17’ Immobile 52’ | Marcatori | 23’ (rig.) Graffiedi |

| Arbitro: | Baratta (Salerno) |

|          |           |             |
| Paro 55’ | Marcatori | 87’ Soddimo |

| Arbitro: | Nasca (Bari) |

|               |           |                           |
| Sansovini 22’ | Marcatori | 40’ Alfageme 81’ Sforzini |

| Arbitro: | Tommasi (Bassano del Grappa) |

|                                      |           |                     |
| Basha 38’ Vives 53’ Sgrigna 64’, 68’ | Marcatori | 48’, 90+2’ Immobile |

| Arbitro: | Ostinelli (Como) |

|               |           |  |
| Sansovini 67’ | Marcatori |  |

| Arbitro: | Pinzani (Empoli) |

|                        |           |                                           |
| Gherardi 7’ Farias 52’ | Marcatori | 8’ Cascione 10’, 28’ Immobile 89’ Maniero |

#### Girone di ritorno
| Arbitro: | Cervellera (Taranto) |

|                            |           |             |
| Koné 13’ Immobile 49’, 57’ | Marcatori | 39’ Ferrari |

| Arbitro: | Giacomelli (Trieste) |

|  |           |                         |
|  | Marcatori | 47’ Maniero 52’ Insigne |

| Arbitro: | Palazzino (Ciampino) |

|                                        |           |                |
| Immobile 12’ Sansovini 19’ Insigne 56’ | Marcatori | 42’ Di Gennaro |

| Arbitro: | Irrati (Pistoia) |

|              |           |                             |
| Florenzi 43’ | Marcatori | 45+3’ Immobile 82’ Cascione |

| Arbitro: | Tozzi (Ostia Lido) |

|  |           |                          |
|  | Marcatori | 25’ Bonazzoli 69’ Ragusa |

| Arbitro: | Giancola (Vasto) |

|                              |           |  |
| Immobile 20’ (rig.) Koné 84’ | Marcatori |  |

| Arbitro: | Tommasi (Bassano del Grappa) |

|           |           |              |
| Cocco 73’ | Marcatori | 17’ Immobile |

| Arbitro: | Giacomelli (Trieste) |

|                                      |           |                         |
| Immobile 49’ (rig.), 58’ Insigne 61’ | Marcatori | 42’, 77’ (rig.) Sansone |

| Arbitro: | Merchiori (Ferrara) |

|               |           |                           |
| Busellato 13’ | Marcatori | 29’ Sansovini 67’ Insigne |

| Arbitro: | Massa (Imperia) |

|              |           |               |
| Immobile 21’ | Marcatori | 3’ Piovaccari |

| Arbitro: | Ciampi (Roma) |

|                                      |           |  |
| Papa Waigo 22’, 86’ Zanon 31’ (aut.) | Marcatori |  |

| Arbitro: | Ostinelli (Como) |

|             |           |                         |
| Immobile 8’ | Marcatori | 20’ Scavone 55’ Bellomo |

| Arbitro: | Pinzani (Empoli) |

|                   |           |             |
| Granoche 40’, 58’ | Marcatori | 25’ Caprari |

| Arbitro: | Baratta (Salerno) |

|  |           |                           |
|  | Marcatori | 4’ Dionisi 11’ Belingheri |

| Arbitro: | Giacomelli (Trieste) |

|  |           |                                                                    |
|  | Marcatori | 38’ (rig.), 83’ Immobile 53’, 57’ Insigne 69’ Nielsen 85’ Cascione |

| Arbitro: | Palazzino (Ciampino) |

|  |           |                           |
|  | Marcatori | 77’ Sansovini 88’ Insigne |

| Arbitro: | Baracani (Firenze) |

|                                                                           |           |  |
| Insigne 15’, 34’ Pisano 60’ (aut.) Sansovini 63’ Immobile 67’ Nielsen 81’ | Marcatori |  |

| Arbitro: | Gallione (Alessandria) |

|                     |           |                                                           |
| Sforzini 75’, 90+5’ | Marcatori | 33’ (aut.) Alfageme 42’ Insigne 53’ Nielsen 66’ Sansovini |

| Arbitro: | Giacomelli (Trieste) |

|                            |           |  |
| Insigne 10’ Immobile 45+2’ | Marcatori |  |

| Arbitro: | Tommasi (Bassano del Grappa) |

|                  |           |                              |
| Juan Antonio 83’ | Marcatori | 18’ 61’ Caprari 29’ Immobile |

| Arbitro: | Palazzino (Ciampino) |

|               |           |  |
| Maniero 90+2’ | Marcatori |  |

### Coppa Italia

#### Turni preliminari
| Arbitro: | Nasca (Bari) |

| |                       |                                                                                             |
| Insigne 87’, 90+3’                                                                                 | Marcatori             | 31’ (rig.) Princivalli 82’ Godeas                                                           |
| Sansovini Zanon Verratti Insigne Cascione Romagnoli Giacomelli Capuano Balzano Pinsoglio Sansovini | Tiri di rigore 9 – 10 | Bariti Godeas Princivalli De Vena Pezzi Viotti D'Ambrosio Villanovich Miani Cecchini Bariti |